# Andrea Gabriel

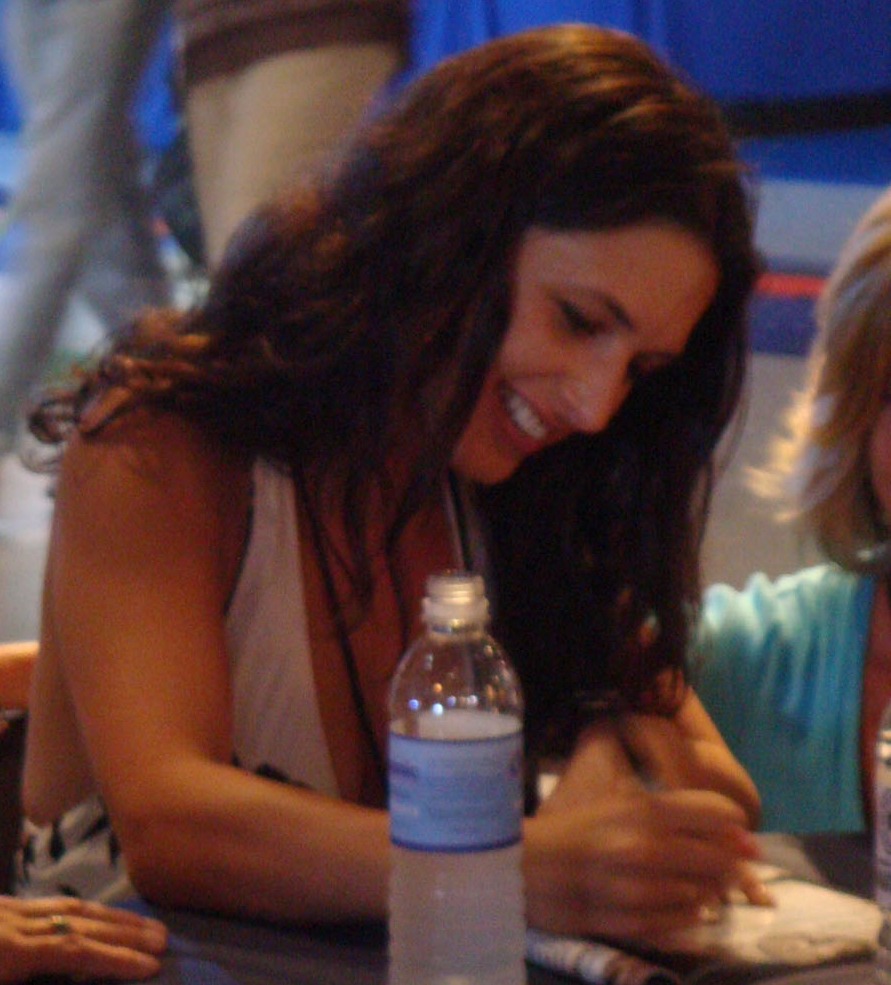
Andrea Gabriel (2010)

Andrea Gabriel (* 4. Juli 1978 in Los Angeles, Kalifornien) ist eine US-amerikanische Schauspielerin, Autorin und Regisseurin.

## Leben und Karriere
Gabriel wohnt momentan in ihrer Geburtsstadt Los Angeles. Die Halb-Iranerin und Tochter zweier Seifenoperndarsteller lebte seit ihrem zweiten Lebensjahr in New York City. Dort gab sie ihr Schauspieldebüt am Broadway in It’s My Party and I’ll Die If I Want To an der Seite von F. Murray Abraham. Es folgten Rollen als Irakerin in JAG – Im Auftrag der Ehre und vor allem jene der Nadia in der Fernsehserie Lost. Vor ihrem Durchbruch arbeitete sie als Verkäuferin, Hostess oder Cocktailkellnerin. Neben dem Schauspiel ist Andrea Gabriel als Drehbuch- und Theaterautorin sowie als Regisseurin tätig.

## Filmografie (Auswahl)
- 1986: All My Children (Fernsehserie, eine Folge)
- 1995: Another World (Fernsehserie, eine Folge)
- 1996: Saturday Night Live (US Comedy-Show)
- 1996: Springfield Story (The Guiding Light, Fernsehserie)
- 1998: Late Night with Conan O’Brien (Late Night Show)
- 1999: Law & Order (Fernsehserie, eine Folge)
- 2002: Hyper
- 2003: Strong Medicine: Zwei Ärztinnen wie Feuer und Eis (Strong Medicine, Fernsehserie, eine Folge)
- 2004: JAG – Im Auftrag der Ehre (JAG, Fernsehserie, Folge 9x14)
- 2004–2010 Lost (Fernsehserie, 7 Folgen)
- 2004: Foster Hall
- 2006: Criminal Minds (Fernsehserie, Folge 1x21)
- 2006: Just Legal (Fernsehserie, eine Folge)
- 2006: The Lost Survival Guide
- 2008: The Dark Horse
- 2009: Dr. House (House, Fernsehserie, Folge 6x09)
- 2010: In Security
- 2011: The Whole Truth (Fernsehserie, eine Folge)
- 2012: Franklin & Bash (Fernsehserie, Episode Last Dance)
- 2012: Gossip Girl (Fernsehserie, 3 Folgen)
- 2012: Breaking Dawn – Biss zum Ende der Nacht, Teil 2 (The Twilight Saga: Breaking Dawn – Part 2)
- 2014: Firsts (Fernsehserie, Folge 2x07)
- 2014: 2 Broke Girls (Fernsehserie, Folgen 3x17–3x18)
- 2015: Reich und Schön (The Bold and the Beautiful, Fernsehserie, eine Folge)